# 23 avril en sport
23 mars 23 mai
Chronologies thématiques
- Croisades
- Ferroviaires
- Disney

Le 23 avril (113e jour de l'année ou 114e en cas d'année bissextile) en sport.

## Événements

### XIXesiècle
- 1864 :
  - (Athlétisme) : le Britannique Edward Mills court le mile en 4 min 20 s 1/2.

### XXesièclede1901à1950
- 1914 :
  - (Baseball) : un premier match est joué au Wrigley Field de Chicago, alors appelé Weeghman Park.
- 1921 :
  - (Athlétisme) : avec un temps de 10 s 04, l'Américain Charley Paddock établit un nouveau record du monde du 100 mètres.
- 1933 :
  - (Sport automobile) : au Grand Prix automobile de Monaco, victoire de l'italien Achille Varzi sur une Bugatti.
- 1946 :
  - (Basket-ball) : formation de la Continental Basketball Association aux États-Unis.

### XXesièclede1951à2000
- 1962 :
  - (Sport automobile / Formule 1) : disputant sur le circuit de Goodwood, le Glover Trophy, Stirling Moss, est victime d'un grave accident, qui l'oblige de mettre un terme à sa carrière en raison de séquelles importantes.
- 1967 :
  - (Athlétisme) : l'Américain Randy Matson améliore son propre record du monde du lancer du poids avec un jet à 21,78 mètres.
- 1973 :
  - (Sport automobile / Rallye automobile) : arrivée du Rallye Safari et victoire de l'ougando-kényan Shekhar Mehta et de son copilote Lofty Drews.
- 1978 :
  - (Sport automobile / Rallye automobile) : arrivée du Rallye du Portugal et victoire du finlandais Markku Alén et de son copilote Ilkka Kivimäki.
- 1980 :
  - (Athlétisme) : le Hongrois Ferenc Paragi améliore le record du monde du lancer du javelot avec un jet à 96,72 mètres.
- 1989 :
  - (Sport automobile / Formule 1) : au Grand Prix automobile de Saint-Marin, qui se déroule sur le circuit Enzo et Dino Ferrari à Imola, victoire du brésilien Ayrton Senna sur une McLaren-Honda.

### XXIesiècle
- 2000 :
  - (Sport automobile / Formule 1) : au Grand Prix automobile de Grande-Bretagne sur le Circuit de Silverstone, victoire du britannique David Coulthard.
- 2002 :
  - (Football / Ligue des champions de l'UEFA) : au Camp Nou devant plus de 98 000 spectateurs, le Real Madrid s'impose 2 buts à 0 face au FC Barcelone en demi-finale aller de la Ligue des champions. Les buts de Zinédine Zidane et de Steve McManaman permettent aux Madrilènes de prendre un avantage avant le match retour disputé le 1er mai 2002 à Madrid.
- 2003 :
  - (Cyclisme / Flèche wallonne) : lors de la 67e édition de la Flèche wallonne, l'Espagnol Igor Astarloa s'impose devant son compatriote Aitor Osa et le Kazakh Alexandr Shefer.
  - (Football / Ligue des champions de l'UEFA) : en quart de finale retour de la Ligue des champions, l'AC Milan s'impose 3 buts à 2 face à l'Ajax Amsterdam grâce à des buts de Filippo Inzaghi, Andriy Chevtchenko et Jon Dahl Tomasson et se qualifie pour les demi-finales. Les Anglais de Manchester United sont éliminés malgré leur victoire 4-3 face au Real Madrid en raison de la victoire des espagnols lors du match aller sur le score de 3 à 1.
- 2006 :
  - (Sport automobile / Formule 1) : au Grand Prix automobile Saint-Marin qui se déroule sur le circuit Enzo et Dino Ferrari à Imola, victoire de l'allemand Michael Schumacher sur une Ferrari.
- 2008 :
  - (Cyclisme / Flèche wallonne) : le Luxembourgeois Kim Kirchen remporte la 72e édition de la Flèche wallonne en devançant l'Australien Cadel Evans et l'Italien Damiano Cunego. Il devient ainsi le premier Luxembourgeois vainqueur de cette course comptant pour les classiques ardennaises.
  - (Football / Ligue des champions de l'UEFA) : en demi-finale aller de la Ligue des champions, Manchester United obtient le nul (0-0) sur la pelouse du FC Barcelone au Camp Nou.
- 2011 :
  - (Football / Coupe de la Ligue française) : grâce à un but du Nigérian Taye Taiwo en fin de match, l'Olympique de Marseille s'impose en finale de la Coupe de la Ligue face au Montpellier HSC et s'adjuge son deuxième trophée consécutif dans cette compétition.
- 2014 :
  - (Cyclisme / Flèche wallonne) : Alejandro Valverde, de l'équipe Movistar, remporte au sommet du mur de Huy, la Flèche wallonne pour la deuxième fois de sa carrière après sa victoire en 2006. Il a devancé l'Irlandais Dan Martin et le Polonais Michal Kwiatkowski au terme des 199 kilomètres.
- 2016 :
  - (Football / Coupe de la Ligue française) : malgré l'expulsion d'Adrien Rabiot (70e), le Paris Saint-Germain remporte la sixième Coupe de la Ligue de son histoire grâce à son succès face à Lille (2-1).
  - (Judo / Championnats d'Europe) : lors de la 3e journée des Championnats d’Europe, les titres sont attribués à la Française Audrey Tcheuméo (-78 kg) et à la Turque Kayra Sayit (+78 kg) chez les femmes, ainsi qu’au géorgien Varlam Liparteliani (-90 kg), au Néerlandais Henk Grol (-100 kg) et au Français Teddy Riner (+100 kg) chez les hommes.
- 2017 :
  - (Athlétisme / Marathon) : le Kényan Daniel Wanjiru s'impose en 2 h 5 min 48 s lors de la 37e édition du marathon de Londres. La course féminine est quant à elle remportée par la Kényanne Mary Keitany en 2 h 17 min 1 s.
- 2023 :
  - (Athlétisme / Marathon) : lors du 43e marathon de Londres, la course masculine est remportée par le Kényan Kelvin Kiptum en 2 h 1 min 25 s tandis que la course féminine revient à la Néerlandaise Sifan Hassan en 2 h 18 min 33 s qui disputait à cette occasion le premier marathon de sa carrière en compétition[1].
- 2024 :
  - (Tennis / WTA Tour) : début du Masters 1000 de Madrid comptant pour la saison 2024 de la WTA.
- 2025 :
  - (Cyclisme / Flèche wallonne) : lors de la course masculine, le coureur Slovène Tadej Pogačar de la formation UAE Emirates s'impose pour la deuxième fois de sa carrière lors de la Flèche wallonne en devançant le Français Kévin Vauquelin et le Britannique Tom Pidcock. Chez les femmes, la Néerlandaise Puck Pieterse remporte la course en s'imposant au sprint devant sa compatriote Demi Vollering et l'Italienne Elisa Longo Borghini.
  - (Judo / Championnats d'Europe) : début de la 39e édition des Championnats d'Europe de judo qui se déroulent à Podgorica au Monténégro jusqu'au 27 avril 2025. Chez les femmes, la Française Shirine Boukli décroche son 4e titre dans la catégorie des moins de 48 kg et la Kosovare Distria Krasniqi s'impose pour la deuxième fois dans celle des moins de 52 kg. Dans la compétition masculine, le Géorgien Giorgi Sardalashvili décroche la médaille d'or des moins de 60 kg tandis que le Français Daikii Bouba gagne le titre des moins de 66 kg.

## Naissances

### XIXesiècle
- 1874 :
  - Wilhelm Werner, pilote de courses automobile allemand. († 9 mars 1947).
- 1877 :
  - George Gillett, joueur de rugby à XV néo-zélandais. (8 sélections en équipe nationale). († 12 septembre 1956).
- 1891 :
  - Jeff Smith, boxeur américain. († 3 février 1962).
- 1895 :
  - John Ainsworth-Davies, athlète britannique. Champion olympique du relais 4 × 400 mètres lors des Jeux de 1920. († 3 janvier 1976).
- 1900 :
  - Jim Bottomley, joueur de baseball américain. († 11 décembre 1959).

### XXesièclede1901à1950
- 1904 :
  - Ivor Montagu, pongiste puis dirigeant sportif britannique. Fondateur et président de la Fédération internationale de tennis de table de 1926 à 1967. († 5 novembre 1984).
- 1905 :
  - László Raffinsky, footballeur puis entraîneur roumain. (20 sélections en équipe nationale). († 31 juillet 1981).
- 1907 :
  - Jules Pyncket, coureur cycliste belge. († 18 février 1989).
- 1910 :
  - Georg Johansson, footballeur suédois. (2 sélections en équipe nationale). († 12 janvier 1996).
  - Carlo Orlandi, boxeur italien. Champion olympique des poids légers aux Jeux d'été de 1928. († 29 juillet 1983).
- 1911 :
  - Bruno Ahlberg, boxeur finlandais. Médaillé de bronze des -66,7 kg aux Jeux de Los Angeles 1932. († 9 février 1966).
- 1920 :
  - Johannes Schöne, footballeur puis entraîneur allemand puis est-allemand. (3 sélections en équipe nationale). († 3 août 1989).
- 1921 :
  - Warren Spahn, joueur de baseball américain. († 24 novembre 2003).
- 1922 :
  - Henri Arnaudeau, footballeur français. (6 sélections en équipe nationale). († 23 octobre 1987).
- 1923 :
  - Jimmy Glazzard, footballeur anglais. († 1995).
- 1933 :
  - Valentin Bouboukine, footballeur et ensuite entraîneur soviétique puis russe. Champion d'Europe de football 1960. (11 sélections avec l'équipe d'Union soviétique). († 30 octobre 2008).
- 1934 :
  - Pierre Dorsini, footballeur puis entraîneur français. († 10 janvier 2023).
- 1937 :
  - Don Massengale, golfeur américain. († 2 janvier 2007).
- 1943 :
  - Anthony Esposito, hockeyeur sur glace canadien. († 10 août 2021).
- 1946 :
  - Anatoli Bychovets, footballeur puis entraîneur soviétique. Sélectionneur de l'équipe d'Union soviétique de 1990 à 1991, de la Corée du Sud entre 1994 et 1995 puis de la Russie en 1998. (39 sélections en équipe nationale).

### XXesièclede1951à2000
- 1958 :
  - Ryan Walter, hockeyeur sur glace puis entraîneur canadien.
- 1960 :
  - Fabien Canu, judoka puis dirigeant sportif français. Champion du monde de judo des -86 kg 1987 et 1989. Champion d'Europe de judo des -86 kg 1987, 1988 et 1989.
  - Claude Julien, hockeyeur sur glace puis entraîneur canadien.
- 1961 :
  - William Callander, hockeyeur sur glace canadien.
  - Pierluigi Martini, pilote de Formule 1 et de courses automobiles d'endurance italien. Vainqueur des 24 Heures du Mans 1999.
- 1963 :
  - Paul Belmondo, pilote de courses automobile français.
  - Robby Naish, véliplanchiste américain.
- 1967 :
  - Rhéal Cormier, joueur de baseball américain. († 8 mars 2021).
- 1968 :
  - Ken McRae, hockeyeur sur glace puis entraîneur canadien.
- 1969 :
  - Martín López-Zubero, nageur espagnol. Champion olympique du 200 m dos aux Jeux de Barcelone 1992. Champion du monde de natation du 200m dos 1991 et du 100m dos 1994. Champion d'Europe de natation du 100m dos 1989, 1993 et 1997 ainsi que du 100 et 200m dos 1991.
- 1972 :
  - Tony Chapron, arbitre de football français.
- 1973 :
  - Patrick Poulin, hockeyeur sur glace canadien.
- 1975 :
  - Damien Touya, sabreur français. Médaillé de bronze en individuel aux Jeux d'Atlanta 1996, médaillé d'argent par équipes aux Jeux de Sydney 2000 puis champion olympique par équipes aux Jeux d'Athènes 2004. Champion du monde d'escrime du sabre par équipes 1997 et champion du monde d'escrime en individuel et par équipes 1999. Champion d'Europe d'escrime en individuel 1996 puis champion d'Europe d'escrime par équipes 1999.
- 1977 :
  - Pascal Gaüzère, rugby à XV français.
  - Andruw Jones, joueur de baseball antillais néerlandais.
  - Lee Young-pyo, footballeur sud-coréen. (127 sélections en équipe nationale).
- 1978 :
  - Gezahegne Abera, athlète de fond éthiopien. Champion olympique du marathon aux Jeux de Sydney 2000. Champion du monde d'athlétisme du marathon 2001. Vainqueur du marathon de Londres 2003.
- 1979 :
  - Barry Hawkins, joueur de snooker anglais.
  - Samppa Lajunen, skieur de nordique finlandais. Médaillé d'argent en individuel et par équipe aux Jeux de Nagano 1998 puis champion olympique en individuel, du sprint et par équipe aux Jeux de Salt Lake City 2002. Champion du monde de combiné nordique par équipe 1999.
  - Nicolas Portal, cycliste sur route puis directeur sportif français. († 3 mars 2020).
- 1981 :
  - Vincent Bernardet, footballeur français.
  - Hiroaki Ishiura, pilote de courses automobile d'endurance japonais.
  - Mickaël Tacalfred, footballeur français.
  - Lucila Venegas, arbitre de football mexicaine.
- 1982 :
  - Maxime Beaumont, kayakiste français. Médaillé d'argent du K1 200 m aux Jeux de Rio 2016.
  - Kyle Beckerman, footballeur américain. Vainqueur de la Gold Cup 2013. (58 sélections en équipe nationale).
- 1983 :
  - Yves Bitséki, footballeur gabonais. (21 sélections en équipe nationale).
  - Alex Bogomolov, joueur de tennis américano-russe.
  - Thomas Genevois, joueur de rugby à XV français.
  - Na'Shan Goddard, joueur américain de football américain. Vainqueur du Super Bowl en 2008 avec les Giants de New York et en 2010 avec les Saints de La Nouvelle-Orléans.
  - Daniela Hantuchová, joueuse de tennis slovaque. Victorieuse de la Fed Cup 2002.
  - Julien Mahé, entraîneur de basket-ball français.
  - Marta Mangué, handballeuse espagnole. Médaillée de bronze aux Jeux de Londres 2012. (301 sélections en équipe nationale).
  - Gerhard Zandberg, nageur sud-africain. Champion du monde de natation du 50 m dos 2007.
- 1984 :
  - Ross Ford, joueur de rugby à XV écossais. (110 sélections en équipe nationale).
- 1985 :
  - Patrick Coulombe, hockeyeur sur glace canadien.
  - Thibaut Fauconnet, patineur de vitesse sur piste courte français. Champion d'Europe de patinage de vitesse sur piste courte du 500 m 2007, champion d'Europe de patinage de vitesse sur piste courte du 3 000 m 2010, champion d'Europe de patinage de vitesse sur piste courte du 500 m, du 1 000 m, du 1 500 m, du 5 000 m et du toutes épreuves 2011 puis champion d'Europe de patinage de vitesse sur piste courte du 1 000 m 2012.
  - Tony Martin, cycliste sur route allemand. Médaillé d'argent du contre la montre de la course en ligne aux Jeux de Londres 2012. Champion du monde de cyclisme sur route de la course en ligne individuel 2011 puis Champion du monde de cyclisme sur route du contre la montre individuel et par équipes 2012, 2013 et 2016. Vainqueur des Tours de Belgique 2012, 2013 et 2014.
  - Ousmane Sidibé, footballeur franco-guinéen. (8 sélections avec l'équipe de Guinée).
- 1986 :
  - Sven Kramer, patineur de vitesse néerlandais. Médaillé d'argent du 5 000 m et de bronze sur la poursuite par équipe aux Jeux de Turin 2006, champion olympique du 5 000 m et de bronze sur la poursuite par équipe aux Jeux de Vancouver 2010 et aux Jeux de Pyeongchang 2018 puis champion olympique du 5 000 m ainsi que de la poursuite par équipes et médaillé d'argent du 10 000 m aux Jeux de Sotchi 2014. Champion du monde toutes épreuves de patinage de vitesse 2007, 2008, 2009, 2010, 2012, 2013, 2014, 2015, 2016 et 2017.
  - Alen Pajenk, volleyeur slovène. Vainqueur de la Ligue des champions 2014. (118 sélections en équipe nationale).
  - Eduardo Schwank, joueur de tennis argentin.
- 1987 :
  - John Boye, footballeur ghanéen. (62 sélections en équipe nationale).
  - Yuki Sasaki, basketteur japonais.
- 1988 :
  - Justin Brownlee, basketteur américain.
  - Patrick Maroon, hockeyeur sur glace américain.
  - David Pocock, joueur de rugby à XV australien. Vainqueur du The Rugby Championship 2015. (83 sélections en équipe nationale).
  - Tommy Schmid, skieur de nordique norvégien.
- 1989 :
  - Loann Goujon, joueur de rugby à XV français. Vainqueur du Challenge européen 2022. (17 sélections en équipe de France).
  - Anders Johnson, sauteur à ski américain.
  - François Letexier, arbitre de football français.
  - Nicole Vaidišová, joueuse de tennis tchèque.
- 1990 :
  - Eimantas Bendžius, basketteur lituanien. (2 sélections en équipe nationale).
  - Sofia Jakobsson, footballeuse suédoise. Médaillée d'argent aux Jeux de Rio 2016. (127 sélections en équipe nationale).
- 1991 :
  - Benjamin Barker, pilote de courses automobile d'endurance britannique.
- 1993 :
  - Alexy Bosetti, footballeur français.
  - Feao Fotuaika, joueur de rugby à XV tongien (3 sélections en équipe nationale).
  - Gauthier Gallon, footballeur français.
  - Alessandro Tonucci, pilote de moto italien.
- 1994 :
  - Alberto Díaz, basketteur espagnol.
  - Lee Stecklein, hockeyeuse sur glace américaine. Médaillée d'argent aux Jeux de Sotchi 2014 et championne olympique aux Jeux de Pyeongchang 2018. Championne du monde de hockey sur glace féminin 2013, 2015, 2016, 2017 et 2019.
- 1995 :
  - Estelle Alphand, skieuse alpine franco-suédoise. Médaillée d'argent de l'épreuve par équipes des Championnats du monde 2021.
  - Assitan Koné, basketteuse française. (3 sélections en équipe de France).
  - Assia Touati, nageuse française. Médaillée de bronze du relais 4 × 100 mètres nage libre des Championnats d'Europe 2020.
- 1996 :
  - Aleksandr Vlasov, cycliste sur route russe. Vainqueur du Tour de Romandie 2022
- 1997 :
  - Jordy Gaspar, footballeur franco-angolais. (2 sélections en équipe nationale).
  - Alexis Jandard, plongeur français. Médaillé d'argent par équipes aux Championnats du monde 2022 puis de bronze du tremplin synchronisé à 3 mètres en 2023. Médaillé de bronze du tremplin synchronisé à 3 mètres lors des Jeux européens 2023. Champion d'Europe tremplin synchronisé à 3 mètres en 2024.
  - Manuel Leindekar, joueur de rugby à XV uruguayen (28 sélections en équipe nationale).
  - Vlatko Stojanovski, footballeur macédonien (10 sélections en équipe nationale).
- 1999 :
  - Luca Ranieri, footballeur italien.

### XXIesiècle
- 2001 :
  - Nathan Harriel, footballeur américain.
  - Sam Riley, joueur de rugby à XV anglais. (1 sélection en équipe nationale).
  - Gastón Verón, footballeur argentin.
- 2002 :
  - Matteo Ambrosini, coureur cycliste italien.
  - Sacha Delaye, footballeur français.
  - David Møller Wolfe, footballeur norvégien. (8 sélections en équipe nationale).
  - Sohaib Naïr, footballeur franco-algérien.
  - Olakunle Olusegun, footballeur nigérian.
  - Tim Prica, footballeur suédois.
  - Kike Salas, footballeur espagnol.
- 2003 :
  - Daniil Kuznetsov, footballeur russe.
  - Darby Lancaster, joueur de rugby à XV australien. (1 sélection en équipe nationale).
  - Mathyas Randriamamy, footballeur malgache. (1 sélection en équipe nationale).
- 2004 :
  - Nariman Akhundzade, footballeur azerbaïdjanais.
- 2007 :
  - Cristian Ortiz, footballeur dominicain.

## Décès

### XIXesiècle
- 1900 :
  - Édouard Mantois, 51 ans, skipper français. Médaillé de bronze lors de la course de classe 1-2 tonneaux aux Jeux olympiques de 1900. (° 23 août 1848).

### XXesièclede1901à1950
- 1930 :
  - William Mallen, 45 ans, hockeyeur sur glace canadien. (° 4 octobre 1884).
- 1933 :
  - Tim Keefe, 76 ans, joueur de baseball américain. (° 1er janvier 1857).
- 1940 :
  - Fernand Meiers, 68 ans, athlète de demi-fond français. (° 17 septembre 1871).

### XXesièclede1951à2000
- 1954 :
  - Marcel Huot, 57 ans, coureur cycliste français. (° 9 septembre 1896).
- 1958 :
  - Henock Abrahamsson, 48 ans, footballeur suédois. (6 sélections en équipe nationale). (° 29 octobre 1909).
- 1963 :
  - Victor Dethier, 70 ans, coureur cycliste belge. (° 23 mars 1893).
- 1964 :
  - Alfred Shrubb, 84 ans, athlète de fond britannique. (° 12 décembre 1879).
- 1965 :
  - Jean Samazeuilh, 74 ans, joueur de tennis français. (° 17 janvier 1891).
- 1967 :
  - Joseph Perotaux, 84 ans, escrimeur français. Champion olympique de fleuret par équipes aux Jeux de Paris en 1924. (° 8 janvier 1883).
- 1968 :
  - Robert Liottel, 82 ans, escrimeur français. Champion olympique d'épée par équipes lors des Jeux de Paris en 1924 et vice-champion du monde d'épée individuelle en 1922. (° 23 septembre 1885).
- 1973 :
  - Alfonso Domínguez, 73 ans, footballeur chilien. (13 sélections en équipe nationale. (° 18 décembre 1916).
  - Allegro Grandi, 66 ans, coureur cycliste italien. (° 17 janvier 1907).
  - Erkki Pakkanen, 43 ans, boxeur finlandais. Médaillé de bronze des poids légers aux Jeux olympiques d'été de 1952. (° 19 avril 1930).
- 1975 :
  - Ole Stenen, 71 ans, coureur de combiné nordique et fondeur norvégien. Médaillé d'argent de combiné nordique aux Jeux olympiques d'hiver de 1932. Champion du monde du 50 km en ski de fond en 1931. (° 29 août 1903).
- 1976 :
  - Ferdinand Le Drogo, 72 ans, coureur cycliste français. (° 10 octobre 1903).
  - Karl Schäfer, 66 ans, patineur artistique messieurs autrichien. Champion olympique aux Jeux de Lake Placid 1932 et aux Jeux de Garmisch-Partenkirchen 1936. Champion du monde de patinage artistique messieurs 1930, 1931, 1932, 1933, 1934, 1935 et 1936.Champion d'Europe de patinage artistique messieurs 1929, 1930, 1931, 1932, 1933, 1934, 1935 et 1936. (° 17 mai 1909).
  - Freddie Steele, 59 ans, footballeur puis entraîneur anglais. (6 sélections en équipe nationale). (° 6 mai 1916).
- 1983 :
  - Marguerite Broquedis, 90 ans, joueuse de tennis française. Championne olympique du simple et médaillée de bronze du double mixte aux Jeux de Stockholm 1912. Victorieuse des tournois de Roland Garros 1913 et 1914. (° 17 avril 1883).
  - Buster Crabbe, 75 ans, nageur et acteur américain. Médaillé de bronze du 1 500 m aux Jeux d'Amsterdam 1928 puis champion olympique du 400 m nage libre aux Jeux de Los Angeles 1932. (° 7 février 1908).
  - Frank Fisher, 76 ans, joueur de hockey sur glace canadien. Médaillé d'or lors du tournoi de hockey sur glace des Jeux olympiques d'hiver de 1928. (° 16 mai 1907).
- 1984 :
  - Raymond François, 74 ans, footballeur français. (1 sélection en équipe nationale). (° 7 novembre 1909).
- 1986 :
  - Victoriano Zorrilla, 80 ans, nageur argentin. Champion olympique du 400 m nage libre aux Jeux d'Amsterdam 1928. (° 6 avril 1906).
- 1988 :
  - Axel Grönberg, 69 ans, lutteur suédois spécialiste de la lutte gréco-romaine. Champion olympique des -79 kg aux Jeux de Londres 1948 et aux Jeux d'Helsinki 1952. (° 9 mai 1918).
- 1989 :
  - Imre Hódos, 61 ans, lutteur hongrois spécialiste de la lutte gréco-romaine. Champion olympique des poids coqs aux Jeux olympiques d'été de 1952. (° 10 janvier 1928).
- 1992 :
  - Alfonso Flórez, 39 ans, coureur cycliste colombien. (° 5 novembre 1952).
  - Bror Östman, 63 ans, sauteur à ski suédois. Médaillé de bronze en K70 aux Championnats du monde de 1954. (° 10 octobre 1928).
- 1993 :
  - Robert Bürchler, 77 ans, tireur sportif suisse. Médaillé d'argent au tir à la carabine trois positions à 300 mètres aux Jeux olympiques d'été de 1952. (° 28 mai 1915).
  - Séra Martin, 86 ans, athlète de demi-fond français. (° 2 juillet 1906).
- 1995 :
  - Viktor Getmanov, 54 ans, footballeur soviétique. (7 sélections en équipe nationale). (° 4 mai 1940).
- 1996 :
  - Jesús Hernández Úbeda, 36 ans, cycliste sur route espagnol. (° 11 octobre 1959).
- 1997 :
  - Denis Compton, 78 ans, joueur de cricket et footballeur anglais. (° 23 mai 1918).
- 1998 :
  - Auguste Lassalle, 83 ans, joueur de rugby à XV français. (° 28 août 1914).
- 1999 :
  - Tullio Pandolfini, 84 ans, nageur et joueur de water-polo italien. Médaillé d'or lors du tournoi de water-polo des Jeux olympiques d'été de 1948. (° 6 août 1914).

### XXIesiècle
- 2001 :
  - Lennart Atterwall, 90 ans, athlète suédois spécialiste du lancer du javelot. Champion d'Europe en 1946. (° 26 mars 1911).
- 2002 :
  - Émile Bosc, 89 ans, joueur de rugby à XIII et à XV français. (3 sélections en équipe nationale à XIII). (° 6 octobre 1912).
  - Sam Francis, 88 ans, joueur puis entraîneur américain de football américain. (° 26 octobre 1913).
- 2003 :
  - Jean Miramond, 80 ans, footballeur français. (° 7 mai 1922).
- 2004 :
  - Willie Watson, 84 ans, footballeur puis entraîneur et joueur de cricket anglais. (4 sélections en équipe nationale). (° 7 mars 1920).
- 2010 :
  - Lorne Atkinson, 88 ans, coureur cycliste canadien. (° 8 juin 1921).
  - Natalia Lavrova, 25 ans, gymnaste rythmique russe. Championne olympique du concours des ensembles aux Jeux d'été de Sydney en 2000 et d'Athènes en 2004. Championne du monde du concours des ensembles en 1999, 2002 et 2003 ainsi que dans l'épreuve des 5 rubans et du concours à 2 ballons et 3 cerceaux toujours en 2003. (° 4 août 1984).
- 2011 :
  - Musaad Nour, 60 ans, footballeur égyptien. (22 sélections en équipe nationale). (° 23 avril 1951).
- 2013 :
  - Tony Grealish, 56 ans, footballeur irlandais. (45 sélections en équipe nationale). (° 21 septembre 1956).
- 2014 :
  - Leonhard Pohl, 84 ans, athlète allemand. Médaillé de bronze du relais 4 × 100 mètres des Jeux olympiques d'été de 1956. (° 18 juillet 1929).
- 2015 :
  - Aziz Asli, 77 ans, footballeur iranien. (24 sélections en équipe nationale). (° 9 avril 1938).
- 2016 :
  - Attila Ferjáncz, 69 ans, pilote de rallye hongrois. (° 12 juillet 1946).
- 2017 :
  - Imre Földi, 78 ans, haltérophile hongrois spécialiste de la catégorie des moins de 56 kg. Champion olympique en 1972 et médaillé d'argent aux Jeux d'été de 1964 et de 1968. Champion du monde en 1965 et 1972, vice-champion du monde en 1961, 1962, 1964, 1966, 1968 et médaillé de bronze en 1959 et 1963. Champion d'Europe en 1962, 1963, 1968, 1970 et 1971, vice-champion d'Europe en 1960, 1961, 1965 et 1966. (° 8 mai 1938).
  - František Rajtoral, 31 ans, footballeur tchèque. (14 sélections en équipe nationale). (° 12 mars 1986).
  - Kenny Sears, 83 ans, joueur de basket-ball américain. (° 17 août 1933).
- 2018 :
  - Vladimír Weiss, 78 ans, footballeur tchécoslovaque. Médaillé d'argent lors du tournoi de football des Jeux olympiques d'été de 1964. (3 sélections en équipe nationale. (° 21 septembre 1939).
- 2019 :
  - Johnny Neumann, 67 ans, joueur puis entraîneur de basket-ball américain. (° 11 septembre 1951).
- 2020 :
  - Tomás Iwasaki, 82 ans, footballeur péruvien. (5 sélections en équipe nationale). (° 13 novembre 1937).
  - Douglas Maina, 65 ans, boxeur kényan. (° 5 juin 1954).
  - Michèle Niau, 87 ans, athlète française. (° 26 novembre 1932).
- 2021 :
  - Marcel Gaudion, 97 ans, handballeur français. (7 sélections en équipe nationale). (° 12 février 1924).
- 2022 :
  - Dawie de Villiers, 81 ans, joueur de rugby à XV sud-africain. (25 sélections en équipe nationale). (° 10 juillet 1940).
- 2023 :
  - Tori Bowie, 32 ans, athlète américaine. Lors des Jeux olympiques de Rio de Janeiro en 2016, elle remporte la médaille d'or du relais 4 × 100 mètres, la médaille d'argent sur le 100 mètres et celle de bronze sur le 200 mètres. Championne du monde du 100 mètres et du relais 4 × 100 mètres en 2017. (° 27 août 1990).
  - Boris Markarov, 88 ans, joueur de water-polo soviétique. Médaillé de bronze lors du tournoi de water-polo des Jeux olympiques d'été de 1956. (° 12 mars 1935).
  - Rainer Osselmann, 62 ans, joueur de water-polo ouest-allemand. Médaillé de bronze lors du tournoi de water-polo des Jeux olympiques d'été de 1984. (° 25 juillet 1960).
- 2024 :
  - Tom Baker, 88 ans, footballeur gallois. (° 6 avril 1936).
  - Andrzej Jarosik, 79 ans, footballeur polonais. Champion olympique lors du tournoi de football des Jeux de Munich en 1972. (25 sélections en équipe nationale). (° 26 novembre 1944).
  - Yukio Kasaya, 80 ans, sauteur à ski japonais. Champion olympique sur petit tremplin lors des Jeux d'hiver de 1972. (° 17 août 1943).
  - Francisco Rodríguez, 78 ans, boxeur vénézuélien. Champion olympique des poids mi-mouches aux Jeux de Mexico en 1968. (° 20 septembre 1945).
- 2025 :
  - André Bosson, 83 ans, footballeur suisse. (° 23 août 1941).
  - Tom Brown, 84 ans, joueur américain de football américain. Vainqueur du Super Bowl en 1967 et en 1968 avec les Packers de Green Bay. (° 12 décembre 1940).
  - Lana du Pont, 85 ans, cavalière américaine. (° 6 juillet 1939).
  - Jim Herriot, 85 ans, footballeur écossais. (° 20 décembre 1939).
  - Steve McMichael, 67 ans, joueur américain de football américain. Vainqueur du Super Bowl en 1986 avec les Bears de Chicago. (8 sélections en équipe nationale). (° 17 octobre 1957).